# Gornji Kraljevec (Vratišinec)
Gornji Kraljevec (mađarski Felsőkirályfalva) je naselje u Republici Hrvatskoj, u sastavu Općine Vratišinec, Međimurska županija.
Naselje je smješteno u sjevernom dijelu Međimurske županije, 10-ak kilometara od centra Čakovca, a većim je dijelom okruženo njivama. Gornjem Kraljevcu pripada i zaselak Remis, koji se nalazi otprilike kilometar izvan naselja, uz cestu koja ga povezuje sa Sivicom.

## Stanovništvo
Prema popisu stanovništva iz 2001. godine, naselje je imalo 689 stanovnika te 187 obiteljskih kućanstava.
| broj stanovnika | 364   | 404   | 512   | 525   | 572   | 562   | 593   | 714   | 798   | 823   | 802   | 780   | 875   | 874   | 689   | 592   | 518   |
|                 | 1857. | 1869. | 1880. | 1890. | 1900. | 1910. | 1921. | 1931. | 1948. | 1953. | 1961. | 1971. | 1981. | 1991. | 2001. | 2011. | 2021. |